# 1561
Năm 1561 (số La Mã: MDLXI) là một năm thường bắt đầu vào thứ Tư trong lịch Julius.